# Marion, Kansas
Marion là một thành phố thuộc quận Marion, tiểu bang Kansas, Hoa Kỳ. Năm 2010, dân số của xã này là 1927 người.

## Khí hậu
| Dữ liệu khí hậu của Marion, Kansas, 1991–2020 normals, extremes 1966–present | Dữ liệu khí hậu của Marion, Kansas, 1991–2020 normals, extremes 1966–present | Dữ liệu khí hậu của Marion, Kansas, 1991–2020 normals, extremes 1966–present | Dữ liệu khí hậu của Marion, Kansas, 1991–2020 normals, extremes 1966–present | Dữ liệu khí hậu của Marion, Kansas, 1991–2020 normals, extremes 1966–present | Dữ liệu khí hậu của Marion, Kansas, 1991–2020 normals, extremes 1966–present | Dữ liệu khí hậu của Marion, Kansas, 1991–2020 normals, extremes 1966–present | Dữ liệu khí hậu của Marion, Kansas, 1991–2020 normals, extremes 1966–present | Dữ liệu khí hậu của Marion, Kansas, 1991–2020 normals, extremes 1966–present | Dữ liệu khí hậu của Marion, Kansas, 1991–2020 normals, extremes 1966–present | Dữ liệu khí hậu của Marion, Kansas, 1991–2020 normals, extremes 1966–present | Dữ liệu khí hậu của Marion, Kansas, 1991–2020 normals, extremes 1966–present | Dữ liệu khí hậu của Marion, Kansas, 1991–2020 normals, extremes 1966–present | Dữ liệu khí hậu của Marion, Kansas, 1991–2020 normals, extremes 1966–present |
| Tháng                                                                        | 1                                                                            | 2                                                                            | 3                                                                            | 4                                                                            | 5                                                                            | 6                                                                            | 7                                                                            | 8                                                                            | 9                                                                            | 10                                                                           | 11                                                                           | 12                                                                           | Năm                                                                          |
| ---------------------------------------------------------------------------- | ---------------------------------------------------------------------------- | ---------------------------------------------------------------------------- | ---------------------------------------------------------------------------- | ---------------------------------------------------------------------------- | ---------------------------------------------------------------------------- | ---------------------------------------------------------------------------- | ---------------------------------------------------------------------------- | ---------------------------------------------------------------------------- | ---------------------------------------------------------------------------- | ---------------------------------------------------------------------------- | ---------------------------------------------------------------------------- | ---------------------------------------------------------------------------- | ---------------------------------------------------------------------------- |
| Cao kỉ lục °F (°C)                                                           | 74 (23)                                                                      | 80 (27)                                                                      | 88 (31)                                                                      | 95 (35)                                                                      | 98 (37)                                                                      | 105 (41)                                                                     | 110 (43)                                                                     | 109 (43)                                                                     | 107 (42)                                                                     | 97 (36)                                                                      | 83 (28)                                                                      | 74 (23)                                                                      | 110 (43)                                                                     |
| Trung bình tối đa °F (°C)                                                    | 62.5 (16.9)                                                                  | 68.6 (20.3)                                                                  | 77.7 (25.4)                                                                  | 84.6 (29.2)                                                                  | 91.2 (32.9)                                                                  | 97.3 (36.3)                                                                  | 102.5 (39.2)                                                                 | 101.1 (38.4)                                                                 | 95.9 (35.5)                                                                  | 87.8 (31.0)                                                                  | 73.6 (23.1)                                                                  | 63.9 (17.7)                                                                  | 103.5 (39.7)                                                                 |
| Trung bình ngày tối đa °F (°C)                                               | 41.0 (5.0)                                                                   | 45.7 (7.6)                                                                   | 56.8 (13.8)                                                                  | 66.9 (19.4)                                                                  | 76.5 (24.7)                                                                  | 86.9 (30.5)                                                                  | 92.2 (33.4)                                                                  | 90.7 (32.6)                                                                  | 82.7 (28.2)                                                                  | 70.3 (21.3)                                                                  | 55.5 (13.1)                                                                  | 43.8 (6.6)                                                                   | 67.4 (19.7)                                                                  |
| Trung bình ngày °F (°C)                                                      | 31.1 (−0.5)                                                                  | 35.2 (1.8)                                                                   | 45.8 (7.7)                                                                   | 55.8 (13.2)                                                                  | 66.0 (18.9)                                                                  | 76.2 (24.6)                                                                  | 81.2 (27.3)                                                                  | 79.4 (26.3)                                                                  | 71.1 (21.7)                                                                  | 58.5 (14.7)                                                                  | 44.9 (7.2)                                                                   | 34.2 (1.2)                                                                   | 56.6 (13.7)                                                                  |
| Tối thiểu trung bình ngày °F (°C)                                            | 21.3 (−5.9)                                                                  | 24.7 (−4.1)                                                                  | 34.7 (1.5)                                                                   | 44.6 (7.0)                                                                   | 55.5 (13.1)                                                                  | 65.6 (18.7)                                                                  | 70.1 (21.2)                                                                  | 68.2 (20.1)                                                                  | 59.4 (15.2)                                                                  | 46.7 (8.2)                                                                   | 34.3 (1.3)                                                                   | 24.6 (−4.1)                                                                  | 45.8 (7.7)                                                                   |
| Trung bình tối thiểu °F (°C)                                                 | 1.1 (−17.2)                                                                  | 5.4 (−14.8)                                                                  | 15.0 (−9.4)                                                                  | 27.2 (−2.7)                                                                  | 38.8 (3.8)                                                                   | 51.8 (11.0)                                                                  | 57.8 (14.3)                                                                  | 56.0 (13.3)                                                                  | 42.3 (5.7)                                                                   | 28.3 (−2.1)                                                                  | 17.0 (−8.3)                                                                  | 7.0 (−13.9)                                                                  | −2.5 (−19.2)                                                                 |
| Thấp kỉ lục °F (°C)                                                          | −16 (−27)                                                                    | −20 (−29)                                                                    | −5 (−21)                                                                     | 11 (−12)                                                                     | 26 (−3)                                                                      | 42 (6)                                                                       | 46 (8)                                                                       | 47 (8)                                                                       | 28 (−2)                                                                      | 14 (−10)                                                                     | 4 (−16)                                                                      | −24 (−31)                                                                    | −24 (−31)                                                                    |
| Lượng Giáng thủy trung bình inches (mm)                                      | 0.80 (20)                                                                    | 1.21 (31)                                                                    | 2.15 (55)                                                                    | 3.11 (79)                                                                    | 5.20 (132)                                                                   | 4.54 (115)                                                                   | 4.34 (110)                                                                   | 3.98 (101)                                                                   | 3.50 (89)                                                                    | 2.55 (65)                                                                    | 1.38 (35)                                                                    | 1.18 (30)                                                                    | 33.94 (862)                                                                  |
| Lượng tuyết rơi trung bình inches (cm)                                       | 1.3 (3.3)                                                                    | 0.8 (2.0)                                                                    | 0.9 (2.3)                                                                    | 0.4 (1.0)                                                                    | 0.0 (0.0)                                                                    | 0.0 (0.0)                                                                    | 0.0 (0.0)                                                                    | 0.0 (0.0)                                                                    | 0.0 (0.0)                                                                    | 0.1 (0.25)                                                                   | 0.3 (0.76)                                                                   | 1.5 (3.8)                                                                    | 5.3 (13.41)                                                                  |
| Số ngày giáng thủy trung bình (≥ 0.01 in)                                    | 3.9                                                                          | 3.8                                                                          | 5.8                                                                          | 7.4                                                                          | 9.9                                                                          | 8.6                                                                          | 8.4                                                                          | 7.5                                                                          | 6.6                                                                          | 6.0                                                                          | 3.8                                                                          | 4.0                                                                          | 75.7                                                                         |
| Số ngày tuyết rơi trung bình (≥ 0.1 in)                                      | 1.0                                                                          | 0.5                                                                          | 0.3                                                                          | 0.1                                                                          | 0.0                                                                          | 0.0                                                                          | 0.0                                                                          | 0.0                                                                          | 0.0                                                                          | 0.1                                                                          | 0.2                                                                          | 0.9                                                                          | 3.1                                                                          |
| Nguồn 1: NOAA                                                                |                                                                              |                                                                              |                                                                              |                                                                              |                                                                              |                                                                              |                                                                              |                                                                              |                                                                              |                                                                              |                                                                              |                                                                              |                                                                              |
| Nguồn 2: National Weather Service                                            |                                                                              |                                                                              |                                                                              |                                                                              |                                                                              |                                                                              |                                                                              |                                                                              |                                                                              |                                                                              |                                                                              |                                                                              |                                                                              |